# Wuzhong
Wuzhong (chiń. 吴忠; pinyin Wúzhōng) – miasto o statusie prefektury miejskiej w Chinach, w regionie autonomicznym Ningxia. Prefektura miejska w 1999 roku liczyła 1 873 242 mieszkańców.

## Podział administracyjny
Prefektura miejska Wuzhong podzielona jest na:
- dzielnicę: Litong,
- miasto: Qingtongxia,
- 2 powiaty: Yanchi, Tongxin.